# Jagdstaffel 37

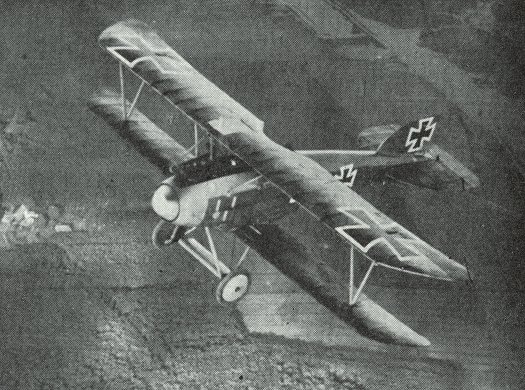
Albatros D.III w locie

Jagdstaffel 37 – Königlich Sächsische Jagdstaffel Nr. 37 – Jasta 37 jednostka lotnictwa niemieckiego Luftstreitkräfte z okresu I wojny światowej.

## Informacje ogólne
Jednostka została utworzona 10 stycznia 1917 roku we Fliegerersatz Abteilung Nr. 8 w Grudziądzu.
Pierwszym dowódcą eskadry został por. Kurt Grasshoff z Jasta 15. Zdolność operacyjną osiągnęła 10 marca 1917 roku, i została skierowana pod dowództwo Armee-Abteilung „A” i ulokowana na lotnisku polowym w Montingen. Pierwsze loty bojowe piloci eskadry rozpoczęli 23 marca 1917 roku, a pierwsze zwycięstwo eskadra osiągnęła 13 kwietnia.
18 lipca 1917 roku jednostka została przeniesiona do Wynghene pod dowództwo 4 Armii, w sierpniu do 6 Armii, a październiku powróciła znowu do Wynghene do 4 Armii.
7 listopada 1917 roku dowództwo nad jednostką objął jeden z największych asów myśliwskich Ernst Udet, który przeszedł z Jasta 15 z sześcioma zwycięstwami na koncie. Udet pozostał w jednostce do momentu przeniesienia na stanowisko dowódcy Jasta 11 odnosząc w jednostce 14 zwycięstw. Od 5 kwietnia dowództwo objął przybyły z Jasta 7 podporucznik Georg Meyer, mający wówczas cztery zwycięstwa na koncie.
Eskadra walczyła między innymi na samolotach Albatros D.III, Albatros D.V.
Jasta 37 w całym okresie wojny odniosła ponad 70 zwycięstw nad samolotami nieprzyjaciela, w tym 13 balonami obserwacyjnymi. W okresie od stycznia 1917 do listopada 1918 roku jej straty wynosiły 7 zabitych w walce, 3 rannych, 2 zabitych w wypadkach lotniczych oraz trzech w niewoli..
Łącznie przez jej personel przeszło 7 asów myśliwskich:
Ernst Udet (14), Georg Meyer (20), Heinrich Henkel (8), Albert Hets (6), Hans Waldhausen (6).

## Dowódcy Eskadry
| Stopień      | Nazwisko       | Okres                  |
| ------------ | -------------- | ---------------------- |
| Porucznik    | Kurt Grasshoff | 10.01.1917 – 7.11.1917 |
| Porucznik    | Ernst Udet     | 7.11.1917 – 24.03.1918 |
| Podporucznik | Gustav Gorbert | 24.03.1918 – 5.04.1918 |
| Podporucznik | Georg Meyer    | 5.04.1918 – 11.11.1918 |